# Aufforstung

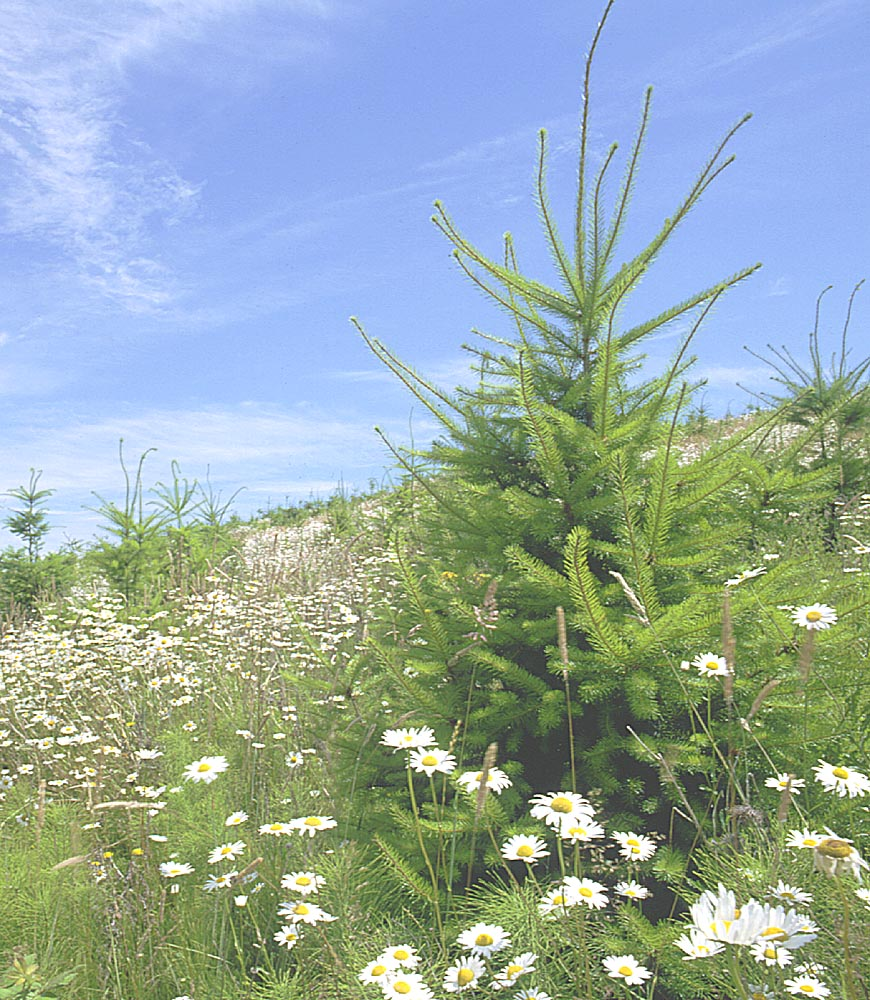
Aufforstung in den USA (2003)

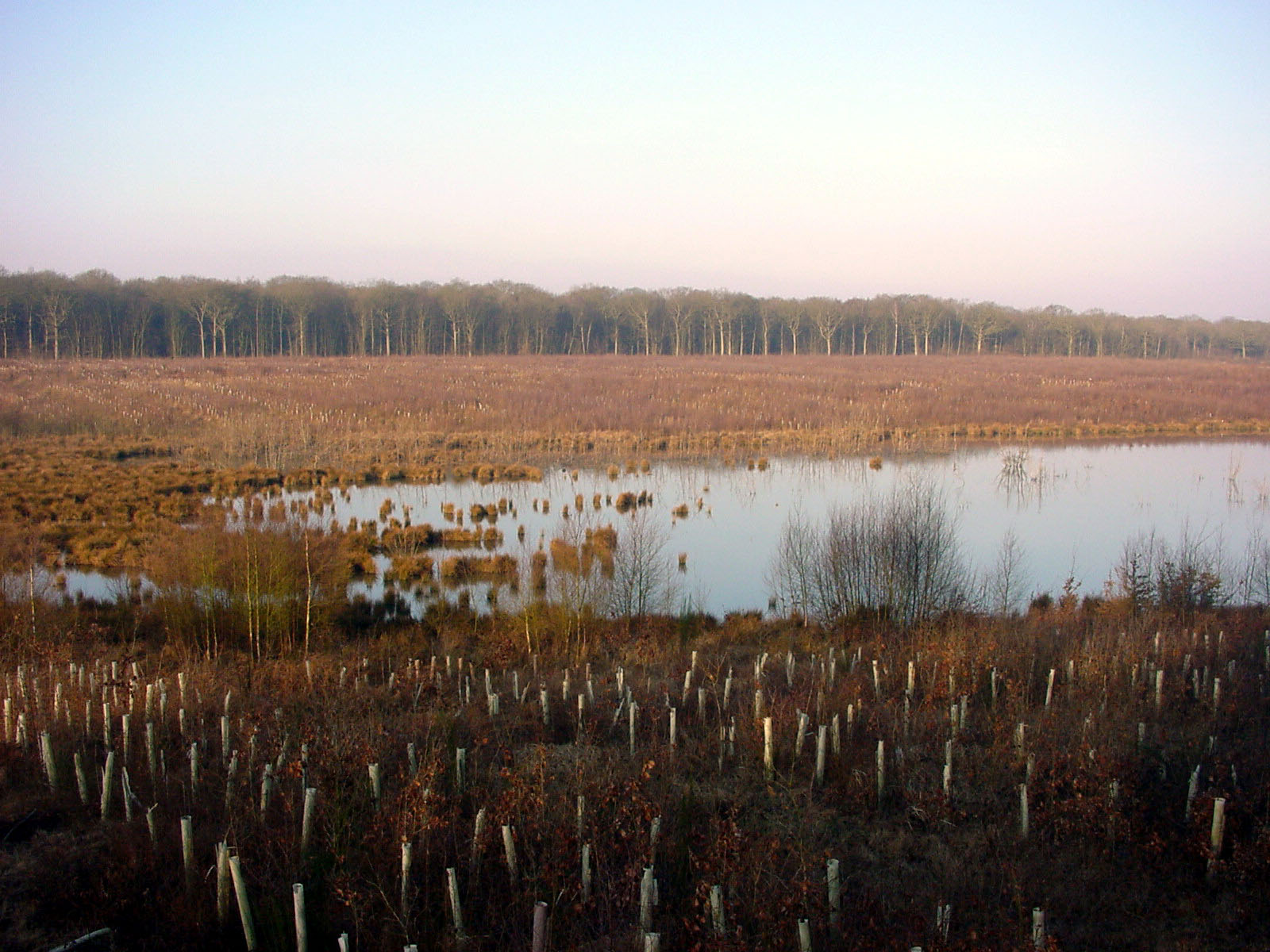
Wiederaufforstung in der Nähe von Saint-Omer, Nord-Frankreich (2003)

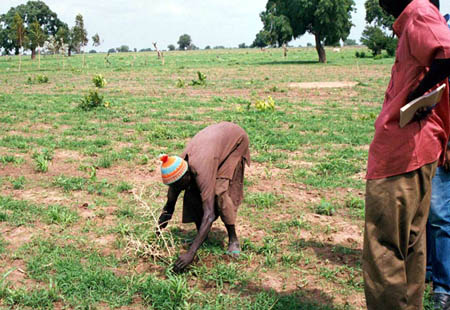
Aufforstung im Senegal (2000)

Aufforstung bedeutet in der Forstwirtschaft das Anpflanzen von jungen Bäumen aus Baumschulen oder die Aussaat von Baum-Samen mit dem Ziel einer Bewaldung. Die verschiedenen Aufforstungstechniken im Waldbau sind Gegenstand der Forstwissenschaft.
Aufforstung und Naturverjüngung mit dem Ziel einer Bewaldung sind wesentliche Kerngedanken der forstwirtschaftlichen Nachhaltigkeit. War die aufzuforstende Fläche bereits vorher mit Wald bestockt, spricht man von einer Wiederaufforstung, ansonsten von einer Erstaufforstung. In Deutschland ist die Wiederaufforstung abgeholzter oder geschädigter Waldflächen nach § 11 Bundeswaldgesetz Pflicht.

## Geschichte

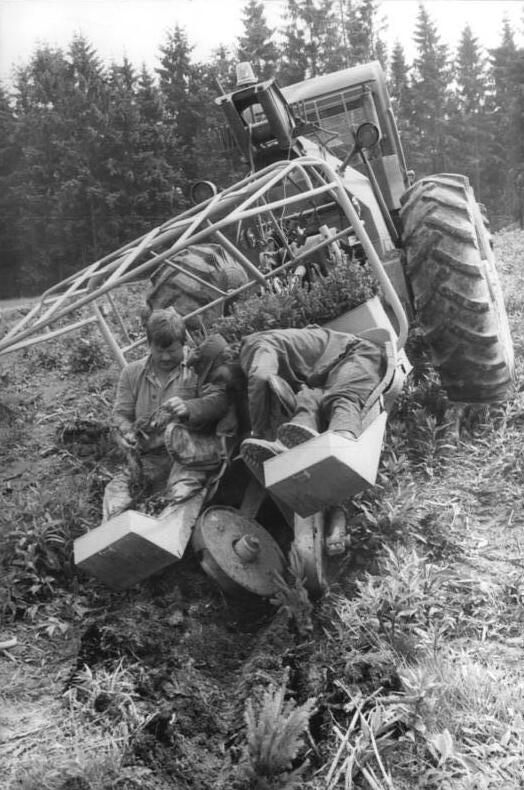
Maschinelle Aufforstung in der DDR (1987)

Die erste geschichtlich belegte erfolgreiche Methode zur Aufforstung mit Nadelholzsaaten in großem Stil entwickelte 1368 der Nürnberger Rats- und Handelsherr Peter Stromer (um 1315–1388) im Nürnberger Reichswald. Damit wurde dieses Waldgebiet zum ersten Kunstforst der Welt und Stromer zum „Vater der Forstkultur“.
In den Philippinen wurde 2019 ein Gesetz erlassen, das jeden Grundschüler, Sekundarschüler und Studenten dazu verpflichtet, vor dem Abschluss zehn Bäume zu pflanzen.

## Ziele

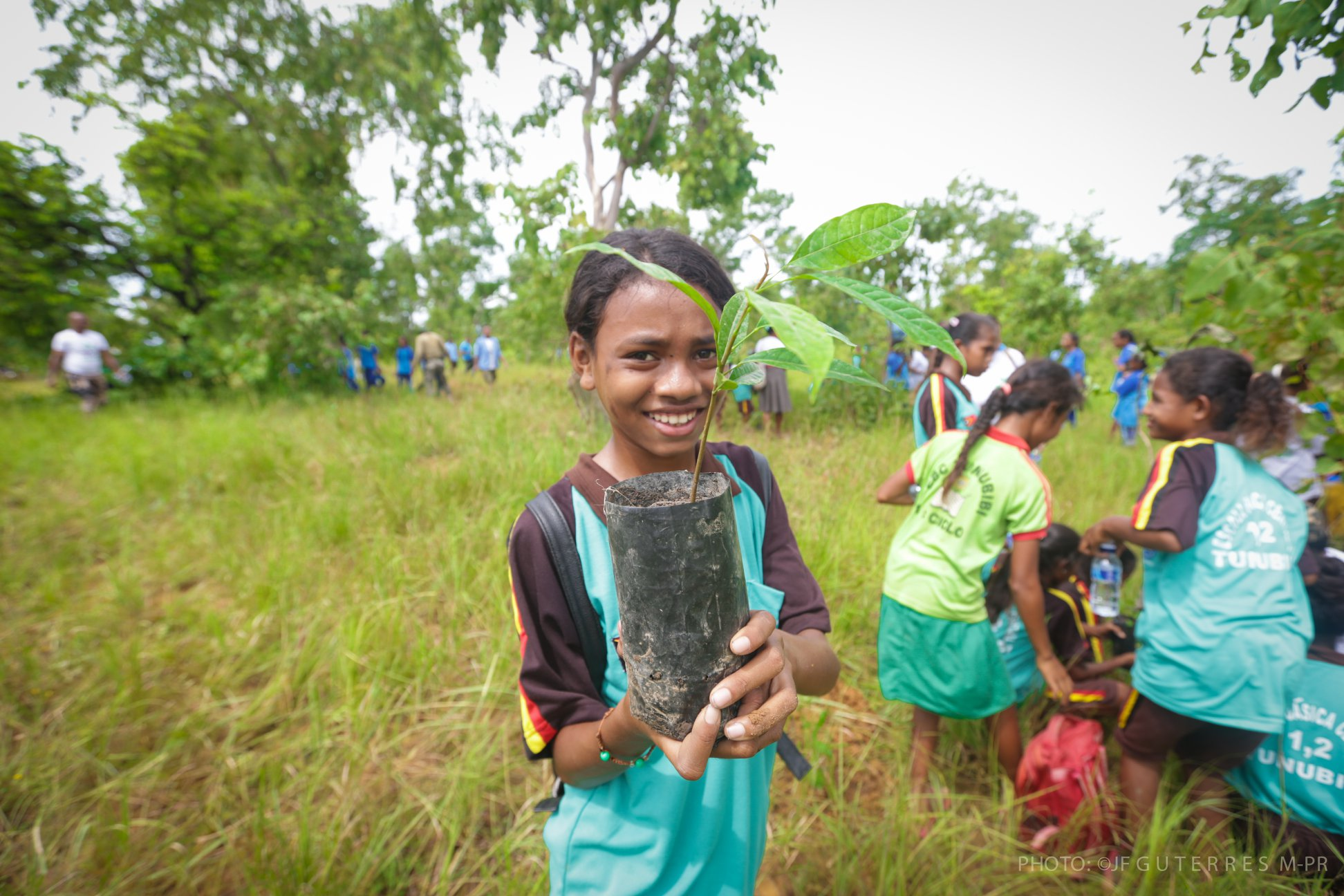
Wiederaufforstung in Osttimor (2019)

Die durch die Aufforstung erhoffte Wirkung ist regional und zeitlich unterschiedlich. In der Regel sollen durch Aufforstungstätigkeiten alle diese Waldfunktionen erreicht werden.
- Als Windschutzstreifen Verringerung der Bodenerosion durch Wind und Wasser, Erhalt der Fruchtbarkeit umliegender landwirtschaftlicher Flächen (Chinas Grüne Mauer, Dust Bowl im Mittleren Westen der USA)
- Erhöhung des Grundwasserspiegels
- Schutz von Grundwassereinzugsgebieten
- Wiederherstellung der Biodiversität
- Aufhalten einer drohenden Desertifikation
- Vorbeugung gegen Überschwemmungen durch die hohe Wasserspeicherkapazität des Waldes
- In Gebirgsregionen der Schutz vor Lawinen und Steinschlägen.
- Holzverwertung oder Verwertung der Früchte, Blätter usw.
- Bindung und Speicherung von CO2 zum Klimaschutz

In der Realität können die Ziele allerdings in Konflikt geraten. So hat es sich erwiesen, dass beim weltweit größten Aufforstungsprogramm auf dem semiariden nordchinesischem Lössplateau mit der Baumart Robinie zwar die Erhöhung der Biomasse und die Verminderung von Erosion wie geplant erreicht werden konnten, die Grundwasserneubildungsrate unter Wald aber unerwarteterweise durch erhöhte Evapotranspiration stark abgenommen hat, wodurch es lokal zu Wasserknappheit kam.

## Umsetzung und Auswirkungen
Bei einer Aufforstung wird zwischen den Methoden der Waldsaat und der Waldpflanzung unterschieden. Bei einer Waldsaat wird Saatgut ausgebracht, bei einer Waldpflanzung Pflanzgut.  Zwölf Jahre Wurzelforschung der Bayrischen Landesanstalt für Wald und Forstwirtschaft (LWF) zeigten, dass nur 19 % aller untersuchten Pflanzbäume keine Wurzeldeformationen aufwiesen, während die verjüngten und gesäten Bäume zu 69 % ein perfektes Wurzelwerk besaßen. Auch Pflanzschocks, die aus Unterschieden der Bodenbeschaffenheit der Baumschule und des Auspflanzungsgebietes resultieren, können einen kleinen Baum oder Steckling schließlich eingehen lassen. Bekannte Pflanzdichten liegen zwischen 400 Bäumen pro Hektar für einen Baumgarten und 1.000 Bäumen pro Hektar für einen Nutzforst. In den Kiefernforsten der DDR waren auch Pflanzdichten von 10.000 Bäumen pro Hektar üblich.
Jungbäume können von einem älteren Baum oder älteren Baumbestand durch Verschattung und Mikroorganismen im Wurzelgeflecht profitieren. So werden für Eichen schnellwachsende Erlen als sogenannte Ammenbäume verwendet.
Bambusforste in Monokultur bilden oft für größere Lebewesen undurchdringliche Mauern und bieten dementsprechend wenig Lebensraum für Flora und Fauna. Zweckmäßig ist, von Anfang an Feuerschneisen zur Brand- und Schädlingsbekämpfung anzulegen. Diese Schneisen dienen auch der Bewässerung bei Trockenheit oder als Transportweg bei der Holzernte.
In Trockengebieten wird das Anschwemmen der Jungbäume nicht nur mit der Gießkanne, sondern auch mit komplexen Schlauchbewässerungssystemen oder alternativ dem Einsatz von Gelwürsten durchgeführt. Diese Würste bestehen zu 98 % aus Wasser, das mit Hilfe von Cellulose und Aluminiumsulfat in eine an der Oberfläche trockene Gelkonsistenz überführt wird und eine kontrollierte, verdunstungsarme Bewässerung der Jungbäume ermöglicht, wobei dem in Bodenbakterien vorkommenden Enzym Cellulase bei der Zersetzung der Trockenwasser-Gelwurst eine Schlüsselrolle zukommt.
Schnell wachsende Bäume haben einen höheren Wasserbedarf als langsam wachsende, und so kann es passieren, dass ein neu gepflanzter Wald mit durstigen Bäumen umgrenzendes Ackerland einfach trockenlegt. Durch eine geschickte Baumauswahl und gegebenenfalls eine reduzierte Pflanzdichte lässt sich dieses gravierende Problem jedoch mildern oder sogar vermeiden.
Die am Primärwald orientierte Aufforstung von tropischen Regenwäldern geschieht praktischerweise durch eine Rekombination von in gesammeltem Tierkot vorgefundenen Baum- und Strauchsamen. Besonders gefragt sind hierbei der Kot von Affen und Fledermäusen, da sie für ihren intensiven Konsum an Waldfrüchten allgemein bekannt sind.

## Forschung
Entwaldete Regionen wieder aufzuforsten kann sich als schwierig erweisen. Teilweise überleben lediglich 0,5 % der gesetzten Bäume. Ihnen fehlen Nährstoffe und im Waldboden vorhandene Mikroben. In und auf den Wurzeln wachsende Mykorrhiza versorgen den jungen Baum mit Wasser und Nährstoffen. Verschiedene Bakteriengruppen erweisen sich beim Wachsen der Baumwurzeln als hilfreich, da einige den Wachstumshormonen der Bäume ähnliche Stoffe absondern, sowie Phosphat lösen und Stickstoff fixieren. Diese Umgebung findet ein junger Baum in bestehendem Wald vor. Dünger und Pestizide mit den Mikroben zu kombinieren scheitert, da Phosphatdünger gegen einige Bakterien und Fungizide gegen Mykorrhiza wirken. Ein Versuch die Mikroben an Obstbäumen einzusetzen führte neben schnellerem Wachstum zu einem früheren sowie kleinerem und schmackhafter ausfallendem Fruchtertrag.
Es sind Versuche gestartet worden, Bäume durch Drohnen pflanzen zu lassen, um so die Entwaldung zu bekämpfen.

## Aufforstung und globale Erwärmung
Der Zusammenhang zwischen Wäldern und Klima ist komplex. Wälder können große Mengen Kohlenstoff binden und speichern und so den Treibhauseffekt vermindern. Vor allem in höheren Breiten können dunkle Wälder aber den Planeten durch niedrigere Albedo direkt erwärmen. Zudem emittieren sie einen komplexen Mix niedermolekularer Verbindungen wie Isopren, die je nach Umständen den Treibhauseffekt sowohl verstärken als auch vermindern können. Der Nettoeffekt von Aufforstungen hängt danach von den Umständen ab. Generell haben Wälder in den Tropen vermutlich einen günstigeren Effekt als solche in gemäßigten oder borealen Breiten.
Aufforstung kann die Nutzung fossiler Brennstoffe nur dann dauerhaft kompensieren, wenn der dabei gebundene Kohlenstoff nicht als CO2 zurück in die Atmosphäre gelangt, weder durch Feuer noch durch Verrottung. Abscheidung  erfordert Endlager für ähnliche Mengen von Kohlenstoff, wie aus der Erde geholt werden, in beliebiger Modifikation oder chemischer Verbindung.
Wie viel CO2 in Bäumen gebunden wird, hängt von der Baumart, dem Alter des Baumes sowie weiteren Faktoren ab, sodass allgemeingültige Aussagen schwierig sind. Als Faustwert gilt, dass eine 23 Meter hohe, im Bestand stehende Rotbuche mit 30 cm Stammdurchmesser auf Brusthöhe etwa eine Tonne CO2 in ihrem Organismus bindet. Im Schnitt lagert sie etwa 12,5 kg CO2 pro Jahr ein, wobei eine nennenswerte Bindung erst im fortschreitenden Alter stattfindet.
Zwei kanadische Wissenschaftler publizierten 2011 eine Studie über die Effekte von Wiederaufforstung auf den CO2-Gehalt der Atmosphäre. In ihrer Studie kamen sie zum Ergebnis, dass eine Aufforstung der globalen Erwärmung des Klimas nur wenig entgegenwirken würde, da dunkle Wälder ein relativ geringes Reflexionsvermögen (Albedo) hätten, sie also nur wenig Sonnenstrahlung zurückwerfen würden. In den Tropen sei eine Aufforstung dreimal effektiver als in den gemäßigten und hohen Breiten, da Pflanzen dort schnell wachsen und daher besonders viel CO2 fixieren würden.
Seit Jahren sind massive Verluste von Waldflächen (Entwaldung) zu beobachten, vor allem in den tropischen Wäldern von Südamerika, Afrika und Südostasien. Dies geschieht beispielsweise in Indonesien v. a. durch den Kahlschlag des ursprünglichen Walds; dort werden Ölpalmen-Plantagen angelegt. 2011 wurden durch Änderungen der Landnutzung wie z. B. das Roden von Wäldern gemäß IPCC ca. 0,9 ± 0,8 Mrd. Tonnen reiner Kohlenstoff freigesetzt, was etwa 10 % der gesamten anthropogenen („total anthropogenic“) Kohlenstofffreisetzung entspricht. (Zu Waldverlusten siehe auch den Artikel Entwaldung sowie die Artikel zu Waldbränden 2019 in den borealen Wäldern der Nordhalbkugel und im Amazonas-Regenwald.)
Im Klimaschutzprogramm 2030 der deutschen Bundesregierung sind neue Aufforstungen zum Klimaschutz nicht vorgesehen. Geplant sind Maßnahmen zur Wiederbewaldung der Schadflächen aufgrund der Extremwetter-Ereignisse der Jahre 2018 und 2019.

### Im Vergleich zum Waldschutz
Forschungen zufolge sind ältere Wälder resilienter gegenüber dem Klimawandel als jüngere Wälder.
Die Europäische Kommission erklärt, dass es, was die Ökosystemleistungen angeht, besser ist Entwaldung zu vermeiden, anstatt diese geschehen zu lassen und daraufhin aufzuforsten, da ersteres zu irreversiblen negativen Auswirkungen, wie dem Biodiversitätsverlust und Bodendegradation, führt.
Außerdem ist die Wahrscheinlichkeit, dass Alt-Kohlenstoff vom Boden freigegeben wird, bei jungen borealen Wäldern höher als bei alten. Globale Treibhausgasemissionen durch Schäden an tropischen Wäldern könnten um den Faktor sechs unterschätzt worden sein. Die Auswirkungen von Aufforstung benötigen länger als „Proforestation“. Es dauert ebenfalls länger – mehrere Jahrzehnte – bis sich die Vorteile bezüglich der Kohlenstoff-Sequestration auf den Klimawandel zum gleichen Grad wie bei ausgewachsenen Bäumen in tropischen Wäldern – und damit der Begrenzung der Entwaldung – manifestieren. Forscher kommentieren zudem, dass das Wiederverbinden von bestehenden Wäldern, und das Wiederherstellen der Waldränder deren ausgewachsenen Kern schützen und diese resistenter und langlebiger werden lassen. Dies solle daher gegenüber dem Aufforsten gänzlich neuer Flächen priorisiert werden.

### Kontroverse zum Klimaschutzpotential der Aufforstung
2019 wurde eine Studie der ETH Zürich veröffentlicht, nach der die Erde Wälder mit 4,4 Milliarden Hektar Kronenfläche hervorbringen könne – was 1,6 Milliarden Hektar mehr wären als heute. Wenn man annehme, dass 0,7 Milliarden Hektar für die zusätzliche Entwicklung von Städten und landwirtschaftlichen Flächen benötigt werden, sei weltweit eine Neubepflanzung von zusätzlichen 900 Millionen Hektar (9 Millionen km²) möglich. Die Studie erlangte erhebliche öffentliche Aufmerksamkeit, während Wissenschaftler den Autoren bereits direkt nach der Publikation große inhaltliche Fehler und methodische Mängel vorwarfen. Insbesondere die These der Überlegenheit gegenüber anderen Klimaschutzmaßnahmen rief unter Klimaforschern starke Kritik hervor. So verwiesen andere Klimaforscher wie Stefan Rahmstorf, Pep Canadell (Leiter des Global Carbon Project) und Myles R. Allen darauf, dass diese Aussage auf einem Rechenfehler in der Studie basiere, da nicht berücksichtigt werde, dass durch die Ozeane wieder Kohlendioxid – das zuvor gepuffert wurde – freigesetzt wird, was den Nettoeffekt deutlich reduziere.
Anschließend publizierte Science binnen weniger Monate mehrere kritische Kommentare zur Studie, die u. a. auf methodische Fehler, optimistische Annahmen und ignorierte Forschungsergebnisse hinwiesen und die Ergebnisse der Studie explizit bestritten. So wiederholte ein Kommentar, in dem Pep Canadell mitarbeitete, seine zuvor geäußerte Kritik und wies unter anderem auf falsche Annahmen im Hinblick auf das Kohlenstoffspeicherpotential und auch den Kohlenstoffzyklus hin. Zudem könnte Aufforstung unabhängig vom Speicherpotential die Erderwärmung ohnehin nur temporär verzögern, da der einzige Weg, mit dem die Erdtemperatur langfristig auf einem vorgegebenen Niveau stabilisiert werden könne, die Reduzierung der menschlichen Kohlendioxidemissionen auf Null sei. Die Studie überschätze stark das Potential von Waldaufforstungen und liefere keinen einzigen Beleg für die Aussage, dass die Wiederherstellung von Ökosystemen der effektivste Klimaschutzlösung sei. Diese Schlussfolgerung sei „wissenschaftlich […] falsch und gefährlich irreführend“. Eine im Herbst 2019 veröffentlichte Replik kam zum Ergebnis, Schlüsselprämissen und -daten der ETH-Studie seien falsch und die Autoren hätten infolgedessen das Potential der Aufforstung für das Binden von Kohlendioxid um Faktor 5 überschätzt. Unter anderem hätten die Autoren fälschlich angenommen, dass in nicht von Bäumen bedeckten Ökosystemen die Böden keinen organischen Kohlenstoff enthielten, obwohl in diesen Ökosystemen erhebliche Mengen organischen Kohlenstoffs zu finden sind und beispielsweise bestimmte amerikanische Graslandschaften pro ha so viel Kohlenstoff im Boden speicherten wie tropische Wälder in der Biomasse. Eine im November erschienene Replik kam zum Ergebnis, dass die in der Studie geschätzte Kohlenstoffbindung von Wäldern von 7,6 Tonnen pro Jahr und ha aufgrund Nichtberücksichtigung verschiedener Faktoren um mindestens Faktor 3,2 zu hoch sei und der Flächenbedarf für den Plan demnach nicht bei 900 Mio. ha läge, sondern bei 2,88 Mrd. ha. Zudem sei in der Studie u. a. das verbleibende Kohlenstoff-Budget genauso überschätzt worden wie die für die Aufforstung überhaupt zur Verfügung stehende Fläche. Schließlich hielten die Autoren fest, dass, so sehr sie auch zentrale Schlussfolgerung der Studie begrüßen möchten, dass die Wiederherstellung von Ökosystemen eine der effektivsten Klimaschutzlösungen sei, sie schlussfolgern müssten, dass die Aufforstung kein Allheilmittel für den Klimawandel sei und eine unrealistisch große Fläche benötige. Aufforstung sei zu begrüßen, aber Schlüsselfaktor für den Schutz des Klimas sei die Reduzierung der Emissionen. Bastin et al. verteidigten ihre Studie.

## Kritik an Seriosität von Aufforstungsprojekten
Im Frühjahr 2021 berichtete das Magazin Panorama darüber, wie Produkte teilweise zu überhöhten Preisen vermarktet würden, wenn als Beigabe dazu ein Baum gepflanzt würde. Zudem wurde an mehreren Stellen eine natürliche Regeneration von Wald gegenüber Aufforstungen favorisiert. Wiederaufforstungsprogramme wie eines von Ecosia oder Plant-for-the-Planet wurden kritisiert, da sie unrealistische Angaben zur Anzahl gepflanzter Bäume tätigten. Auch das Nachrichtenmagazin Spiegel gibt an, dass die „Grain for Green“ Aufforstungen in China keinen positiven Effekt gehabt hätten und trotz Kosten von 77 Milliarden Dollar seit 1999 es in Folge zu Rodungen an anderer Stelle gekommen sein und so 7 % der Naturwälder der Region verloren gegangen sei. Es wird zudem der Konzern Green Resources erwähnt, der in Uganda große Kiefern- und Eukalyptus-Plantagen in Monokultur unterhalte und diese nach kurzer Zeit abernte. Aus dem Holz würde Bau- und Hackschnitzelholz, wofür der Konzern CO2 Emissionsrechte erhielte.
Das Wiederaufforstungsprogramm Plantacionesedelman (Costa Rica) bemängelte in einer Replik fehlenden Tiefgang der Panorama-Recherche. So seien neben der Kohlenstoffsenke weitere Effekte des Waldes zum Vorteil von Mensch und Tier nicht eingeflossen.
Auch sei nicht geprüft worden, ob die genannten Projekte Besitztitel an den Wiederaufforstungsgrundstücken hielten. Dies sei eine Voraussetzung für konsequenten Schutz der Wiederaufforstung. Zudem gab Edelman an, dass die von Panorama zitierten Preise pro Baum zu niedrig seien, um kostendeckend zu arbeiten.

## Liste großer Aufforstungsprogramme
- Chinas Grüne Mauer
- Afrikas Grüne Mauer im Sahel
- Liman (Wüstenhain)
- Wald der deutschen Länder
- Plant-for-the-Planet
- Green Belt Movement
- Barrage vert
- Ecosia
- Inländische Zolllinie in Indien
- Great Plains Shelterbelt
- Aufforstung Islands[33]
- Aufforstung Schottlands (Trees for Life)[34]
- Trees for the Future (Silver Spring, Maryland)